# Wil van Pinxteren
W.F.C. (Wil) van Pinxteren (Haaren, 8 juli 1955) is een Nederlandse bestuurder en Lokaal Brabant-politicus. Hij is lid geweest van de Provinciale en Gedeputeerde Staten van Noord-Brabant en hij is gemeenteraadslid geweest van Haaren.

## Biografie
Van Pinxteren was van 2002 tot 2018 lid van de gemeenteraad van Haaren, tot 2015 namens de VVD en sindsdien als eenmansfractie en fractievoorzitter van Lokaal Liberaal Haaren. Van 1995 tot 2002 en van 28 maart 2019 tot 15 mei 2020 was hij lid van de Provinciale Staten van Noord-Brabant, tot 2002 namens de VVD en sinds 2019 als fractievoorzitter van Lokaal Brabant. Van 15 mei 2020 tot 16 juli 2021 was hij namens Lokaal Brabant lid van de Gedeputeerde Staten van Noord-Brabant. In zijn portefeuille had hij Vrije Tijd, Cultuur, Sport, Bestuur en veiligheid, Coördinerend portefeuillehouder regionale samenwerking en was hij de vierde loco-CdK. Voordat hij gedeputeerde werd was hij directeur bij de ROC Rijn IJssel. Op 4 februari 2022 werd hij opnieuw lid van de Provinciale Staten van Noord-Brabant en fractievoorzitter van Lokaal Brabant. Bij de Provinciale Statenverkiezingen 2023 stond Van Pinxteren op plek 5 van Lokaal Brabant. Aangezien de partij twee zetels haalde, keerde hij niet terug in de nieuwe Statenperiode.
Van Pinxteren is getrouwd en heeft drie kinderen. In 2018 werd hij benoemd tot Lid in de Orde van Oranje-Nassau.